# 7 Bootis
7 Bootis, som är stjärnans Flamsteed-beteckning, är en ensam stjärna i den sydvästra delen av stjärnbilden Björnvaktaren. Den har en skenbar magnitud på ca 5,71 och är svagt synlig för blotta ögat där ljusföroreningar ej förekommer. Baserat på parallaxmätning inom Hipparcosuppdraget på ca 5,5 mas, beräknas den befinna sig på ett avstånd på ca 690 ljusår (ca 211 parsek) från solen. Stjärnan rör sig närmare solen med en heliocentrisk radiell hastighet av ca –11 km/s.

## Egenskaper
7 Bootis är en orange till gul jättestjärna  av spektralklass G5 III och för närvarande befinner sig i slutet av Hertzsprungklyftan. Den har en massa som är ca 4 gånger solens massa, en radie som är ca 19 gånger större än solens och utsänder ca 229 gånger mera energi än solen från dess fotosfär vid en effektiv temperatur på ca 4 600 K.
7 Bootis har en svag magnetisk aktivitet men en ganska stark röntgenstrålning med ett flöde på 3,72 × 1020 erg/s.